# Kitamura Kigin

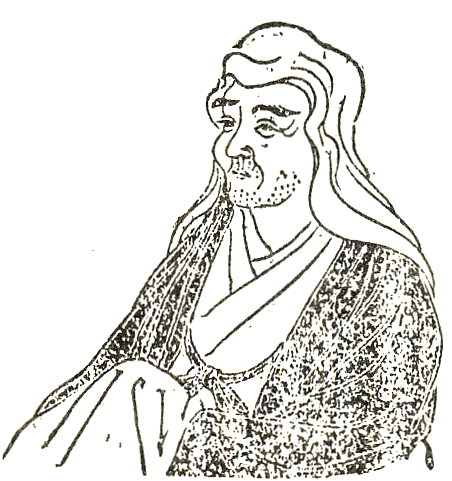
Kitamura Kigin, 1907

Kitamura Kigin (jap. 北村 季吟; * 19. Januar 1624 in Kitamura, Yasu-gun, Provinz Ōmi (heute: Yasu, Präfektur Shiga); † 4. August 1705) war ein japanischer Haikai-Dichter und Gelehrter.

## Leben
Der aus einer Arztfamilie stammende Kitamura war Schüler von Yasuhara Teishitsu (1610–1673) und dessen Lehrer Matsunaga Teitoku.
Mit 23 Jahren veröffentlichte er unter dem Titel Yama no i eine Sammlung mit haikai, wodurch er als Mitglied der Teitoku-Schule bekannt wurde. Neben eigenen Haikais verfasste er Kommentare zu klassischen Werken der japanischen Literatur wie dem Ise Monogatari, Makura no Sōshi, Genji Monogatari und Tsurezuregusa. Seinen ersten Kommentar verfasste er mit 29 Jahren zum Yamato Monogatari. Sein bekanntester Schüler war der Haiku-Dichter Matsuo Bashō.

## Werke (Auswahl)
- Yama no i (山之井)
- Yamato monogatari-shō
- Ise monogatari shūsuishō (伊勢物語拾穂抄)
- Genji monogatari kogetsushō (源氏物語湖月抄)
- Inagoshū
- Hakai umoregi
- Iwa tsutsuji[4]